# Бели
 Белли  (лат. Belli чи Beli) — стародавній кельтський народ на північному сході Піренейського півострова, що населяв територію сучасної іспанської провінції Сарагоса.
Головним містом була Сегеда (Segeda). Іншими важливими містами були Nertóbriga і Bilbilis. Карбували кілька різновидів власних монет.
Основою економіки було сільськогосподарське виробництво, а також металургія. Родючі ґрунти області їх розселення давали гарні врожаї зернових культур (зокрема ячменю), також було розвинене виробництво оливкової олії.

## Історія
Бели були змішаного кельтського і іллірійського походження та мігрували близько IV століття до н. е., влаштувавшись в середній частині долини річки Ебро. Ймовірно були споріднені племені белловаків.
У III столітті до н. е. увійшли до складу так конфедерації, що протистояла Риму, куди крім белів входили племена ареваків, титтіїв та лузонів, з якими вони перебували у близьких військово-політичних зв'язках.
У 179 році до н. е. підписаний мирний договір між Тиберієм Семпронієм Гракхом і племенами, однією з умов якого було нерозширення міських мурів Сегеди.
Але у 154 році до н. е. бели порушили договір, розширивши стіни, що дало Риму формальний привід (casus belli) для початку війни.
У 153 році до н. е., під час Першої нумантійської війни відбулася битва між військами конфедерації і тридцятитисячною армією римського консула Квінта Фульвія Нобіліора, під час якої загинуло 6000 римлян.
З падінням Нуманції у 133 році до н. е. і крахом конфедерації, територія розселення белів увійшла до складу провінції Ближня Іспанія. Надалі бели поступово латинізувалися.